# Прапор Дроздович
Прапор Дроздович — один з офіційних символів села Дроздовичі, Самбірського району Львівської області.

## Історія
Прапор затвердила VII сесія Дроздовицької сільської ради 3-го (ХХІІІ) скликання рішенням  від 9 вересня 1999 року.
Автор — Андрій Гречило.

## Опис
Квадратне полотнище, із верхніх кутів до середини нижнього краю йде жовтий клин, на якому чорний дрізд сидить на чорній гілці, обабіч — сині трикутні поля.

## Зміст
Прапор побудований на основі символіки герба поселення. Дрізд є номінальним символом і вказує на назву села.
Квадратна форма полотнища відповідає усталеним вимогам для муніципальних прапорів (прапорів міст, селищ і сіл).